# Hedychium speciosum
Hedychium speciosum är en enhjärtbladig växtart som beskrevs av Nathaniel Wallich. Hedychium speciosum ingår i släktet Hedychium och familjen Zingiberaceae. Inga underarter finns listade i Catalogue of Life.